# 暗空中長跑隊
暗空中長跑隊（Dark Sky Distance）是美国一支中长跑職業隊，訓練基地位於亞利桑那州弗拉格斯塔夫，Under Armour贊助。該隊成員專長項目從1500公尺到马拉松皆有涵蓋。

## 隊伍概況
暗空中長跑隊於2020年秋季成立，初期僅10位選手，期望透過團隊訓練的方式提升選手成績。隊伍取名「暗空」是為了向弗拉格斯塔夫致力減少光污染以及保護夜空的精神致敬，該城市於1958年頒布全球首個戶外照明條例，在2001獲得國際暗天協會的國際暗空社區認證。

## 外部連結
- 暗空中長跑隊的Instagram帳戶